# Tetyana Bunak
Tetyana Bunak est une joueuse ukrainienne de volley-ball née le 24 mai 1975. Elle mesure 1,87 m et joue centrale. Elle a interrompu sa carrière lors de la saison 2005-2006 pour cause de maternité.

## Clubs
| Club                   | Pays    | De        | À         |
| ---------------------- | ------- | --------- | --------- |
| Dynamo Jenestra Odessa | Ukraine | 1999-2000 | 2000-2001 |
| Nafta Gaz Piła         | Pologne | 2001-2002 | 2001-2002 |
| VBC Riom               | France  | 2002-2003 | 2003-2004 |
| El Cajasur Córdoba     | Espagne | 2004-2005 | 2004-2005 |
| USSP Albi Volley-Ball  | France  | 2006-2007 | …         |